# Transports Galtanegra
Transports Galtanegra va ser una empresa d'autobusos que va tenir servei gran part del segle XX quan l'empresa Hispano Manresana va tancar. Fou creada l'any 1922 pel solsoní Isidre Guitart (qui va fer construir l'Hotel Sant Roc a Solsona). Els seus vehicles es caracteritzaven pel seu color vermell, un color que es va mantenir fins l'absorció per part de la Companyia General d'Auto Transport S.A. (ATSA).
Durant els anys vint i trenta es van tramitar totes les línies d'autobusos que es farien a destinacions sobretot per la Catalunya Central, com Berga o Solsona. Primer es va tramitar la de Manresa-Solsona, després la de Manresa-Vic i l'any 1929 la de Solsona-Berga, també es crea una de Manresa a Prats de Lluçanès.
En temps de la guerra civil es va haver de paralitzar, ja que els vehicles van ser requisats per usar-los a la guerra. Quan va acabar la guerra civil es va haver de començar de nou, amb forces mancances de material. L'any 1955 es donen concessions a l'empresa per a poder fer rutes per a Solsona, Berga o Vic, i l'any 1966 alguna més.
A la dècada dels anys 80 passa a mans de l'empresa ATSA. Las línies que passen de Galtanegra a A.T.S.A. son las següents:
- Manresa a St. Fruitós, Artés, Avinyó, St. Feliu Sasserra i Prats de Lluçanès.
- Manresa a St. Fruitós, Artés, Avinyó i Sta. Maria d'Oló.
- Manresa a St. Fruitós, Artés, Calders, Moià, Collsuspina, Tona i Vic.
- Manresa a St. Fruitós, Artés, Calders i Monistrol de Calders.
- Manresa a St. Fruitós, Torroella de Baix, Canadell, Calders i Monistrol de Calders.
- Manresa a Callús, Suria, Cardona, Clariana de Cardener i Solsona.
- Sant mateu de Bages a Callús.
- Artés a Avinyó, Santa Maria d'Oló, Santa Eulàlia de Riuprimer, Sentfores i Vic.
- St. Quirze de Besora a Perafita i Prats de Lluçanès.
- Alpens a Sant Agustí de Lluçanès i Sant Quirze de Besora.
- Circumval·lació Prats de Lluçanès, Lluçà, Santa Eulàlia de Puig-oriol, Sant Martí i Prats.